# Fezouata-Formation
Die Obere und Untere Fezouata-Formation im Südosten von Marokko sind Fossillagerstätten mit einer Fossilerhaltung aus dem Unterordovizium, die dem Burgess-Schiefer ähnlich sind. Sie füllen eine wesentliche Lücke in der fossilen Überlieferung zwischen den Lagerstätten des Kambriums und des Soom-Schiefers aus dem späten Ordovizium. Die Fezouata-Fauna zeigt, dass das Verschwinden zahlreicher Organismen der Burgess-Typ-Fossilien nach dem mittleren Kambrium keinesfalls das Ergebnis ihres Aussterbens ist, sondern die Seltenheit dieser Fossilerhaltung reflektiert. Die Fossilien entstanden auf einer Fläche von 500 km², im Südosten Marokkos gelegenen Draa-Tal, nördlich von Zagora. Als stratigraphisch produktive Schichten wurden in einer 1,1 km dicken Säule aus Stein gefunden, die die Epochen Tremadocium und Furongium umspannt.

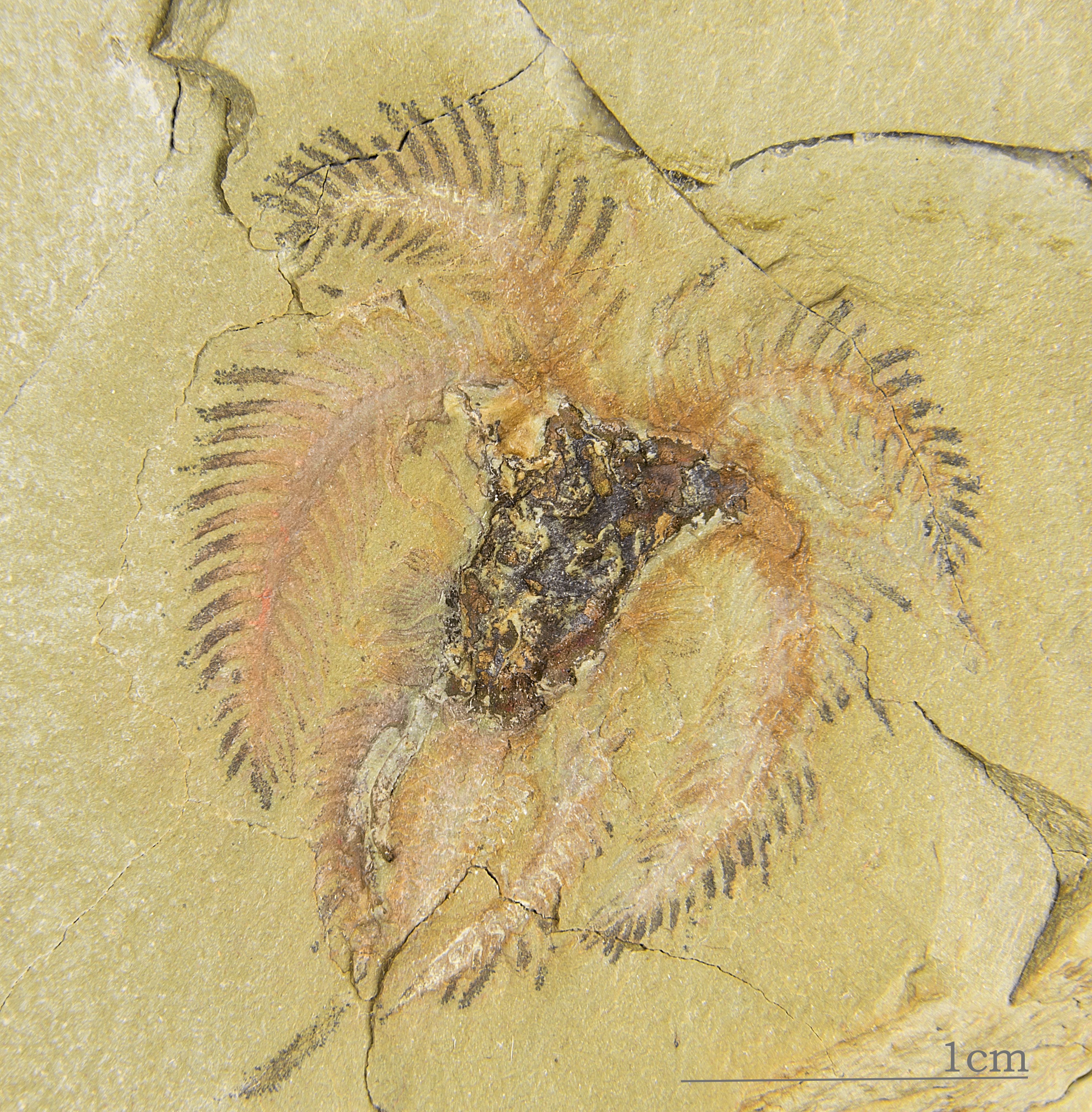
Fossil eines Marrellomorph aus der Fezouata-Formation

## Biota
Über 1500 nicht-mineralisierte entnommene Exemplare, die 50 verschiedene Taxa repräsentieren, weisen eine ähnliche Zusammensetzung auf wie sie typisch der Biota des Burgess-Schiefers aufweisen, wurden aus den Formationen neben einer weniger artenreichen Muschelkalkfauna geborgen. Die Zusammensetzung der Lebensgemeinschaft variiert stark aufgrund ihrer stratigraphischen Abfolge, wobei sich sowohl die Artenvielfalt als auch die Faunenzusammensetzung im Laufe der Zeit geändert haben. Kleine (1–3 mm breite) Hohlräume sind im Sediment vorhanden, aber größere Hohlräume fehlen; dies kann auf einen Mangel an Sauerstoff im Wasser oder Sediment hindeuten. Besonders bemerkenswert ist das Vorhandensein von Bryozoa (Moostierchen) und Graptolithen, Formen, die im Kambrium fehlen. Diverse Stachelhäuter weisen auf einen normalen Salzgehalt hin, und die gesamte Zusammensetzung der Hülle unterscheidet sich nicht wesentlich von der normalen Muschelfauna, die in offenen Gewässern des Ordoviziums erwartet wurde. Die nicht-mineralisierte Kohorte enthält eine Reihe von typischen Erscheinungsformen des Burgess-Schiefers: Hornkieselschwämme, Lobopoden, Anneliden (Ringelwürmer), Rankenfußkrebse, möglicherweise auch Halkieriidae, Marrellomorphe, Palaeoscolecidae, Naraoiidae, Skaniidae sowie die erwartete Problematika. Auch andere Sonderlinge des Ordoviziums sind vorhanden, darunter Mitraten, Machaeridien, sowie zahlreiche  Pfeilschwanzkrebse.

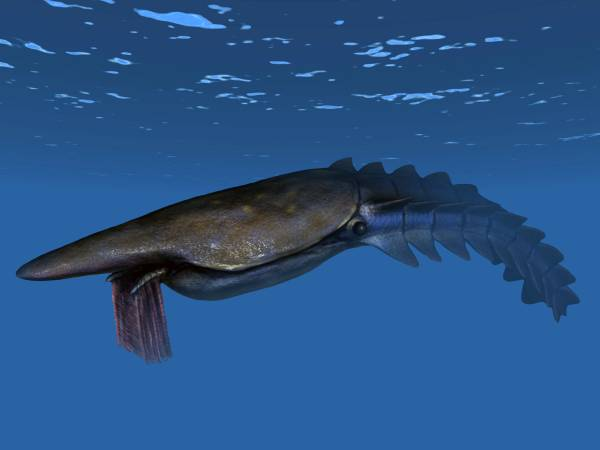
Rekonstruktionszeichnung eines Aegirocassis

## Entstehung
Die fossilführenden Schichten, stammen aus einem ruhigen, tiefen Meeresgebiet. Unter dem Einfluss heftiger Stürme erreichten die Wellenbewegungen den Meeresboden. Derartige Sturmereignisse haben das Sediment ruckartig aufgewirbelt und am Boden lebende Meeresbewohner verschüttet. Folglich ist die Zusammensetzung von Benthos dominiert. Die schnelle Bedeckung mit Sediment war die Voraussetzung für die diagenesischen Prozesse dieser Konservatlagerstätte.

## Erhalt
Die kleineren Fossilien der Fezouata-Formation, die den größten Anteil ausmachen, sind meist flachgedrückt und in Pyrit erhalten. Das Pyrit ist meist zu Eisenoxid verwittert. Einige größere Exemplare sind in Konkretionen dreidimensional erhalten. Dieser Aspekt der fossilen Konservierung ähnelt den Funden aus der Chengjiang-Faunengemeinschaft. Unmineralisierte Körperanhänge sind häufig erhalten. Diese Weichteilerhaltung macht die herausragende Fossilerhaltung der Fezouata-Formation aus, da sie eine wesentlich umfangreichere wissenschaftliche Rekonstruktion erlaubt.

## Entdeckung
Die Lagerstätten wurden erstmals in den späten 1990er Jahren als solche erkannt, als Ben Moula, ein Fossiliensammler aus der Gegend, einige der Funde einer Doktorandin zeigte, die vor Ort arbeitet.